# 东歌林莺
，是雀形目莺鹛科的一种鸟类。

## 特征
东歌林莺体重约21.9克，翼长约80.1毫米，嘴峰长约18.5毫米，喙宽度约3.8毫米，喙厚度约4.4毫米，跗蹠长约23毫米，尾长约66毫米。东歌林莺是候鸟，其栖息在半开放的中等高度的林地中，食性为肉食性，主要食物来源是陆生无脊椎动物。

## 亚种
- ：分布于斯洛文尼亚和巴尔干半岛至外高加索、土耳其和黎凡特地区。
- ：分布于外里海州、土库曼斯坦和伊朗。
- ：分布于巴基斯坦俾路支省，北至塔吉克和吉尔吉斯斯坦。[4]